# 1963年モナコグランプリ
座標: 北緯43度44分4.74秒 東経7度25分16.8秒 / 北緯43.7346500度 東経7.421333度
1963年モナコグランプリ (1963 Monaco Grand Prix) は、1963年のF1世界選手権の開幕戦として、1963年5月26日にモンテカルロ市街地コースで開催された。
レースは100周で行われ、BRM・P57をドライブするグラハム・ヒルが優勝した。なお、本レースには23回目の「ヨーロッパグランプリ」の冠がかけられた。

## レース概要

### 背景
前年のコンストラクターズチャンピオンのBRMは、ロータス・25の活躍に刺激されてモノコックシャシーの開発に着手した。それが完成するまでの間は、前年のチャンピオンマシンP57を継続使用する。ロータスは25を小改変して信頼性の向上を図った。クーパーはT60を小改変したT66を投入するにとどまった。前年の後半戦から自製マシンを投入したブラバムは終盤戦の連続入賞に気を良くし、ポルシェのエースだったダン・ガーニーを迎え、ジャック・ブラバムとの2台体制でフル参戦を敢行する。マシンはBT3の改良型BT7を主に使用する。1961年の圧勝から一転して前年は惨憺たる結果に終わったフェラーリはジョン・サーティースを迎え、体制の立て直しを図った。若くして技術陣のチーフとなったマウロ・フォルギエリによって156は改良され、前年までの大きな特徴だったシャークノーズから一般的なノーズに戻され、足回りも常識的な英国流に改まった。エンジンも依然V6のままだが、燃料噴射装置がボッシュ製に変わり、新たなV8エンジンの開発にも着手した。一方、そのフェラーリを1961年末に飛び出したカルロ・キティらによってオートモビリ・ツーリズモ・エ・スポート(ATS)が設立され、エンジンまで自製するフルコンストラクターとして1962年は開発期間に充て、本年よりF1参戦を開始する。ドライバーはフェラーリを去ったフィル・ヒルとジャンカルロ・バゲッティを迎えた。ローラはスポンサーの撤退により僅か1年で積極参戦を停止し、前年にローラを走らせたレグ・パーネル・レーシングが引き継いでロータス・24と併用した。

### 予選
当時のモナコGPは決勝に出走できるのは16台までで、1961年と1962年は主要ワークスチームの各2台(1961年はモナコGP優勝経験者も含む)は招待枠として決勝への出走権が与えられ、残りのグリッドを予選のタイムによって決めていたため、プライベートチームは不満を募らせた。本年はドライバーズチャンピオン経験者とモナコGP優勝経験者(グラハム・ヒル、フィル・ヒル、ジャック・ブラバム、ブルース・マクラーレン、モーリス・トランティニアンの5人)を招待枠として決勝への出走権を与える方式に変更したが、フィル・ヒルはこの年移籍したATSのマシンが準備できず参加することができなかった。ブラバムは予選で最下位のタイムだったが、招待枠だったため決勝に出走することができた。本年よりインディ500に参戦を開始して、本レースとの掛け持ちとなったジム・クラークがポールポジションを獲得した。

### 決勝
決勝はクラークが首位を独走中にギアボックスのトラブルでリタイアとなり、代わってグラハム・ヒルが首位に立ってラッキーな勝利を得た。チームメイトのリッチー・ギンサーが2位に続き、BRMの1-2フィニッシュに貢献した。

## エントリーリスト
| チーム                                       | No. | ドライバー                       | コンストラクター | シャシー | エンジン                    |
| -------------------------------------------- | --- | -------------------------------- | ---------------- | -------- | --------------------------- |
| オートモビリ・ツーリズモ・エ・スポート       | 1   | フィル・ヒル 1                   | ATS              | 100      | ATS 100 1.5L V8             |
| オートモビリ・ツーリズモ・エ・スポート       | 2   | ジャンカルロ・バゲッティ 1       | ATS              | 100      | ATS 100 1.5L V8             |
| ブラバム・レーシング・オーガニゼーション     | 3   | ジャック・ブラバム               | ロータス         | 25       | クライマックス FWMV 1.5L V8 |
| ブラバム・レーシング・オーガニゼーション     | 4   | ダン・ガーニー                   | ブラバム         | BT7      | クライマックス FWMV 1.5L V8 |
| オーウェン・レーシング・オーガニゼーション   | 5   | グラハム・ヒル                   | BRM              | P57      | BRM P56 1.5L V8             |
| オーウェン・レーシング・オーガニゼーション   | 6   | リッチー・ギンサー               | BRM              | P57      | BRM P56 1.5L V8             |
| クーパー・カー・カンパニー                   | 7   | ブルース・マクラーレン           | クーパー         | T66      | クライマックス FWMV 1.5L V8 |
| クーパー・カー・カンパニー                   | 8   | トニー・マグス                   | クーパー         | T66      | クライマックス FWMV 1.5L V8 |
| チーム・ロータス                             | 9   | ジム・クラーク                   | ロータス         | 25       | クライマックス FWMV 1.5L V8 |
| チーム・ロータス                             | 10  | トレバー・テイラー               | ロータス         | 25       | クライマックス FWMV 1.5L V8 |
| R.R.C. ウォーカー・レーシングチーム          | 11  | ヨアキム・ボニエ                 | クーパー         | T60      | クライマックス FWMV 1.5L V8 |
| ブリティッシュ・レーシング・パートナーシップ | 12  | ジム・ホール                     | ロータス         | 24       | BRM P56 1.5L V8             |
| ブリティッシュ・レーシング・パートナーシップ | 14  | イネス・アイルランド             | ロータス         | 24       | BRM P56 1.5L V8             |
| レグ・パーネル・レーシング                   | 15  | クリス・エイモン                 | ローラ           | Mk4A     | クライマックス FWMV 1.5L V8 |
| レグ・パーネル・レーシング                   | 17  | モーリス・トランティニアン       | ローラ           | Mk4A     | クライマックス FWMV 1.5L V8 |
| レグ・パーネル・レーシング                   | 16  | ジョン・キャンベル＝ジョーンズ 2 | ロータス         | 24       | BRM P56 1.5L V8             |
| シロッコ・レーシング・カーズ                 | 18  | イアン・バージェス 1             | シロッコ         | SP       | BRM P56 1.5L V8             |
| シロッコ・レーシング・カーズ                 | 19  | トニー・セッテンバー 1           | シロッコ         | SP       | BRM P56 1.5L V8             |
| スクーデリア・フェラーリ SpA SEFAC           | 20  | ウィリー・メレス                 | フェラーリ       | 156/63   | フェラーリ Tipo178 1.5L V6  |
| スクーデリア・フェラーリ SpA SEFAC           | 21  | ジョン・サーティース             | フェラーリ       | 156/63   | フェラーリ Tipo178 1.5L V6  |
| スクーデリア・デ・トマソ                     | 22  | ナシフ・エステファノ 3           | デ・トマソ       | 801      | デ・トマソ 1.5L F8          |
| スクーデリア・セントロ・スッド               | 23  | ロレンツォ・バンディーニ 4       | BRM              | P57      | BRM P56 1.5L V8             |
| ベルナール・コロンブ                         | 24  | ベルナール・コロンブ 5           | ロータス         | 24       | クライマックス FWMV 1.5L V8 |
| シフェール・レーシングチーム                 | 25  | ジョー・シフェール               | ロータス         | 24       | BRM P56 1.5L V8             |
| ソース:                                      |     |                                  |                  |          |                             |

追記
- タイヤは全車ダンロップ
- ^1 - マシンが準備できず
- ^2 - キャンベル＝ジョーンズは前週に行われた非選手権レースのローマGP（英語版）でギアボックスを壊したため欠場[9]
- ^3 - エントリーしたが出場せず
- ^4 - マシンをBRMへ返却したため欠場[9]
- ^5 - No.24は当初カレル・ゴダン・ド・ボーフォールがポルシェ・718でエントリーしていたが撤退したため、コロンブがエントリーを引き継いだ[9]

## 結果

### 予選
| 順位    | No. | ドライバー                 | コンストラクター        | タイム | 差    | グリッド |
| ------- | --- | -------------------------- | ----------------------- | ------ | ----- | -------- |
| 1       | 9   | ジム・クラーク             | ロータス-クライマックス | 1:34.3 | —     | 1        |
| 2       | 6   | グラハム・ヒル             | BRM                     | 1:35.0 | +0.7  | 2        |
| 3       | 21  | ジョン・サーティース       | フェラーリ              | 1:35.2 | +0.9  | 3        |
| 4       | 5   | リッチー・ギンサー         | BRM                     | 1:35.2 | +0.9  | 4        |
| 5       | 14  | イネス・アイルランド       | ロータス-BRM            | 1:35.5 | +1.2  | 5        |
| 6       | 4   | ダン・ガーニー             | ブラバム-クライマックス | 1:35.8 | +1.5  | 6        |
| 7       | 20  | ウィリー・メレス           | フェラーリ              | 1:35.9 | +1.6  | 7        |
| 8       | 7   | ブルース・マクラーレン     | クーパー-クライマックス | 1:36.0 | +1.7  | 8        |
| 9       | 10  | トレバー・テイラー         | ロータス-クライマックス | 1:37.2 | +2.9  | 9        |
| 10      | 8   | トニー・マグス             | クーパー-クライマックス | 1:37.9 | +3.6  | 10       |
| 11      | 11  | ヨアキム・ボニエ           | クーパー-クライマックス | 1:38.6 | +4.3  | 11       |
| 12      | 25  | ジョー・シフェール         | ロータス-BRM            | 1:39.4 | +5.1  | 12       |
| 13      | 12  | ジム・ホール               | ロータス-BRM            | 1:41.0 | +6.7  | 13       |
| 14      | 17  | モーリス・トランティニアン | ローラ-クライマックス   | 1:41.3 | +7.0  | 14       |
| 15      | 15  | クリス・エイモン           | ローラ-クライマックス   | 1:41.4 | +7.1  | DNS 1    |
| 16      | 24  | ベルナール・コロンブ       | ロータス-クライマックス | 1:43.3 | +9.0  | DNQ      |
| 17      | 3   | ジャック・ブラバム         | ロータス-クライマックス | 1:44.7 | +10.4 | 15 2     |
| ソース: |     |                            |                         |        |       |          |

追記
- ^1 - エイモンはトランティニアンのマシンをドライブしたため決勝に出走せず[14]
- ^2 - ブラバムは自動的に決勝出走権が与えられた

### 決勝
| 順位    | No. | ドライバー                 | コンストラクター        | 周回数 | タイム/リタイア原因                | グリッド | ポイント |
| ------- | --- | -------------------------- | ----------------------- | ------ | ---------------------------------- | -------- | -------- |
| 1       | 6   | グラハム・ヒル             | BRM                     | 100    | 2:41:49.7                          | 2        | 9        |
| 2       | 5   | リッチー・ギンサー         | BRM                     | 100    | +4.6                               | 4        | 6        |
| 3       | 7   | ブルース・マクラーレン     | クーパー-クライマックス | 100    | +12.8                              | 8        | 4        |
| 4       | 21  | ジョン・サーティース       | フェラーリ              | 100    | +14.1                              | 3        | 3        |
| 5       | 8   | トニー・マグス             | クーパー-クライマックス | 98     | +2 Laps                            | 10       | 2        |
| 6       | 10  | トレバー・テイラー         | ロータス-クライマックス | 98     | +2 Laps                            | 9        | 1        |
| 7       | 11  | ヨアキム・ボニエ           | クーパー-クライマックス | 94     | +6 Laps                            | 11       |          |
| 8       | 9   | ジム・クラーク             | ロータス-クライマックス | 78     | ギアボックス                       | 1        |          |
| 9       | 3   | ジャック・ブラバム         | ロータス-クライマックス | 77     | ギアボックス                       | 15       |          |
| Ret     | 14  | イネス・アイルランド       | ロータス-BRM            | 40     | アクシデント                       | 5        |          |
| Ret     | 20  | ウィリー・メレス           | フェラーリ              | 37     | ギアボックス                       | 7        |          |
| Ret     | 17  | モーリス・トランティニアン | ローラ-クライマックス   | 34     | クラッチ                           | 14       |          |
| Ret     | 4   | ダン・ガーニー             | ブラバム-クライマックス | 25     | ディファレンシャル                 | 6        |          |
| Ret     | 12  | ジム・ホール               | ロータス-BRM            | 20     | ギアボックス                       | 13       |          |
| Ret     | 25  | ジョー・シフェール         | ロータス-BRM            | 3      | エンジン                           | 12       |          |
| DNS     | 15  | クリス・エイモン           | ローラ-クライマックス   |        | トランティニアンのマシンをドライブ |          |          |
| DNQ     | 24  | ベルナール・コロンブ       | ロータス-クライマックス |        | 予選不通過                         |          |          |
| ソース: |     |                            |                         |        |                                    |          |          |

ラップリーダー
- 1-17=グラハム・ヒル、18-78=ジム・クラーク、79-100=G.ヒル

## 第1戦終了時点のランキング
| 順位 | ドライバー             | ポイント |
| ---- | ---------------------- | -------- |
| 1    | グラハム・ヒル         | 9        |
| 2    | リッチー・ギンサー     | 6        |
| 3    | ブルース・マクラーレン | 4        |
| 4    | ジョン・サーティース   | 3        |
| 5    | トニー・マグス         | 2        |

| 順位 | コンストラクター        | ポイント |
| ---- | ----------------------- | -------- |
| 1    | BRM                     | 9        |
| 2    | クーパー-クライマックス | 4        |
| 3    | フェラーリ              | 3        |
| 4    | ロータス-クライマックス | 1        |

- 注:  トップ5のみ表示。ベスト6戦のみがカウントされる。